# Nicholas Shackleton
Nicholas John Shackleton FRS (23 de junho de 1937 — 24 de janeiro de 2006) foi um geólogo e paleoclimatologista britânico.